# Constantino Tsallis
Constantino Tsallis ComRB (em grego:  Κωνσταντίνος Τσάλλης, Atenas, 5 de novembro de 1943) é um físico greco-brasileiro conhecido por sua proposta de generalização da Mecânica Estatística.

## Biografia
Nascido em Atenas na Grécia, Tsallis emigrou aos quatro anos de vida junto com a sua família. Cresceu em Mendoza (Argentina), onde completou o ensino fundamental e médio. Fez graduação e mestrado em Física pelo Instituto Balseiro de Bariloche da Universidad Nacional de Cuyo  (1961-1965). Em 1974 concluiu o doutorado em Física pela  Universidade de Paris Orsay. Em 1975 imigrou para o Brasil, foi professor Adjunto da Universidade de Brasília entre os anos de 1975 e 1976. Em 1977 tornou-se professor titular do Centro Brasileiro de Pesquisas Físicas, onde trabalha atualmente. Foi professor visitante de diversas universidades do nordeste brasileiro: Universidade Federal da Paraíba (1976-1978), Universidade Federal de Pernambuco (1979) e Universidade Federal do Rio Grande do Norte (1984-1997). Nos Estados Unidos foi professor visitante em Michigan State University (1995), University of North Texas (1999-2000) e Santa Fe Institute (2004-2006). Em 1994 ingressou na Academia Brasileira de Ciências. Em 2006, foi agraciado com a admissão à Ordem de Rio Branco no grau de Comendador suplementar pelo então presidente Luiz Inácio Lula da Silva.

## Contribuições
Seu trabalho principal de 1988 tem como objetivo complementar a estatística de Boltzmann-Gibbs em limites onde essa não é satisfeita. A proposta de generalização feita por Tsallis tem sido ativamente estudada em todo o mundo. Uma vasta bibliografia com mais de 3.000 artigos relacionados diretamente, por mais de 5.000 cientistas de todo o mundo, está disponível em http://tsallis.cat.cbpf.br/biblio.htm. Tsallis recebeu mais de 10.000 citações no ISI, que atualmente faz dele um dos mais citados cientistas de todos os tempos na América Latina. Um dos resultados de maior notoriedade da teoria generalizada de Tsallis surgiu em fevereiro de 2010, cientistas do LHC utilizaram a generalização de Tsallis através de dados gerados pelo Solenoide de Múon Compacto  mostraram que as medidas de distribuição de partículas observadas em colisões ocorridas em altíssimas energias: 2,36 teraelétron-volts (TeV) são descritas de melhor maneira utilizando a teoria generalizada de Tsallis.